# Let Tibet Airlines 9833
Let Tibet Airlines 9833 (TV9833) byl pravidelný let společnosti Tibet Airlines z mezinárodní letiště Čchung-čching Ťiang-pej na letiště Lhasa v Tibetu. Letoun 12. května 2022 havaroval při vzletu a začal hořet.

## Průběh události
Během rozjezdu letadla na dráze 03/21 si piloti všimli „abnormality“ na letadle a přerušili vzlet podle instrukcí o oficiálních postupech. Letadlo poté sjelo z ranveje. Motory se odlomily a vzplanuly, což zasáhlo i letadlo. Všech 122 cestujících a posádka se bezpečně evakuovalo.